# Миролюбово (Николаевская область)
Миролюбово (укр. Миролюбове; до 2024 года — Грейгово) — посёлок в Николаевском районе Николаевской области Украины.
Население по переписи 2001 года составляло 1422 человек. Почтовый индекс — 57223. Телефонный код — 512. Занимает площадь 0,078 км².

## История
Основано в 1873 году.
В январе 1918 года в селе установлена советская власть. В советское время в посёлке находилась центральная усадьба совхоза им. Димитрова.
В августе 1941 года у Грейгова 96-я горнострелковая дивизия под командованием полковника И. М. Шепетова прорвала кольцо немецких войск, обеспечив выход из окружения частей 18-й армии в направлении Снигирёвки.
Во время немецкой оккупации в 1942—1943 годах в селе действовала подпольная антифашистская группа под руководством А. Д. Довгаля. В конце 1943 года группа была схвачена казнена немцами.
На фронтах Великой Отечественной войны защищали родину 143 жителя Грейгова, 53 из них отмечены правительственными наградами, 41 человек погиб.

## Персоналии
- А. К. Шкряба — доярка, Герой Социалистического Труда
- В. Н. Крамаренко — бригадир механизированного отряда, Герой Социалистического Труда, кавалер орденов Ленина и Октябрьской Революции.

## Достопримечательности
В центре поселка находятся две братские могилы 116 советских воинов, павших при освобождении села во время Великой Отечественной войны.
В 1964 году на окраине посёлка на братской могиле, где захоронено около 600 советских военнопленных, убитых оккупантами в лагере смерти в августе 1941 года, установлен обелиск.

## Местный совет
57223, Николаевская область, Николаевский район, посёлок Грейгово, улица Чапаева, 80; тел.: 38 (0512) 68-21-90.